# Сігуа Георгій Варламович
Георгій Варламович Сігуа (нар. 30 січня 1953, Тбілісі) — грузинський науковець, економіст, дипломат. Голова Представництва Торгово-промислової палати Грузії в Україні. Доктор економічних наук, професор, почесний доктор Української академії зовнішньої торгівлі.

## Біографія
Народився в 1953 році в Тбілісі. У 1974 закінчив фізичний факультет Тбіліського університету. У 1980 році — аспірантуру Інституту філософії АН Грузії. Володіє грузинською, російською, українською та англійською мовами.
У 1978 по 1991 рік — старший науковий співробітник, начальник Відділу науки Тбіліського університету. Одночасно — Заступник Голови Ради при Міністерстві вищої і середньої спеціальної освіти Грузинської РСР і член Ради при Міністерстві вищої освіти СРСР. Періодично, за сумісництвом — старший науковий співробітник Інституту філософії АН Грузинської РСР і консультант Міністерства науки і технологій. З березня по листопад 1992 року — член Державної ради Грузії, Голова Комісії у справах молоді. У 1993 році — Генеральний директор грузинсько-американського спільного підприємства супутникового зв'язку «GEORGIAN INTELCOM». З грудня 1993 по грудень 1996 — Глава Торгово-економічної Місії Грузії в Україні. З січня 1997 року — Голова Представництва Торгово-Промислової Палати Грузії в Україні. З 2006 року одночасно працює в Українському кредитно-банківському союзі на посаді радника. З 1994 року — Член Міжнародного трейд-клубу в Україні. У 1994–1996 році Віце-президент Міжнародного трейд-клубу.

## Автор праць
Автор 40 наукових публікацій, у тому числі 25 робіт з актуальних проблем сучасної економіки, інвестиційної політики, міжнародних фінансових ринків, грузинсько-українських торгово-економічних відносин.